# Ichneumon vinulentus
Ichneumon vinulentus là một loài tò vò trong họ Ichneumonidae.